# Alan Aguirre
Alan Maximiliano Aguirre (Buenos Aires, 13 agosto 1993) è un calciatore argentino, difensore del Cuniburo.

## Carriera

### Club
Cresciuto nelle giovanili del Boca Juniors, fa il suo esordio da professionista il 24 giugno 2012 disputando da titolare il match perso 3-1 contro l'All Boys.
Nel 2014 viene ceduto in prestito biennale al Douglas Haig dove gioca con una discreta continuità, mentre nel gennaio 2016 viene prestato al Ferro Carril Oeste.
Nel mercato estivo del 2016 viene ceduto a titolo definitivo al Sarmiento (J).

### Nazionale
Con la nazionale Under-20 argentina ha preso parte al campionato sudamericano del 2013.